# Phaconeura nitida
Phaconeura nitida är en insektsart som först beskrevs av Bierman 1910.  Phaconeura nitida ingår i släktet Phaconeura och familjen Meenoplidae. Inga underarter finns listade i Catalogue of Life.